# Stanisław Januszewski
Stanisław Januszewski (ur. 16 marca 1948 w Warszawie, zm. 12 maja 2025) – historyk techniki, do roku 2011 zajmował stanowisko profesora nadzwyczajnego Politechniki Wrocławskiej.

## Życiorys
Syn Jerzego i Jadwigi. Ukończył studia na Wydziale Filozoficzno-Historycznym Uniwersytetu Wrocławskiego (1974), pracę magisterską poświęcając historii lotnictwa. Zagadnienia z tej dziedziny podjął także w rozprawach doktorskiej (Politechnika Wrocławska, 1978) i habilitacyjnej (Polska Akademia Nauk, 1998). Założyciel Fundacji Otwartego Muzeum Techniki, przewodniczący (2006–2011) Polskiego Komitetu Międzynarodowego Towarzystwa Ochrony Dziedzictwa Przemysłowego (The International Committee for the Conservation of the Industrial Heritage), autor koncepcji Otwartego Muzeum Techniki we Wrocławiu (1983), twórca Ośrodka Dawnej i Nowej Techniki Górniczej w Wałbrzychu (1986–1991), Muzeum Energetyki w Elektrowni Wodnej Lubachów(1996), Muzeum Odry FOMT we Wrocławiu – zasadzonego na jedynym utrzymanym w Polsce śródlądowym statku parowym – HP „Nadbor” (1949), na ostatnim w kraju dźwigu pływającym DP „Wróblin” (1939) i na barce towarowej Ż-2107 „Irena” (1936), założyciel Sowiogórskiego Muzeum Techniki (2003–2013), kurator Studenckiego Koła Naukowego Politechniki Wrocławskiej „Ochrony Zabytków Techniki HP Nadbor” (2001–2011).
Autor ponad 250 publikacji z zakresu historii techniki i ochrony dziedzictwa kultury technicznej Polski, w tym m.in.:
- Zabytek techniki, Wrocław 2018,
- fundamentalnych dla polskiej historiografii lotniczej Wynalazków lotniczych Polaków 1836–1918, Wrocław 2015,
- Pionierzy. Polscy pionierzy lotnictwa 1647–1918, Wrocław 2017,
- Skrzydlaci rycerze Rzeczypospolitej, Wrocław 2017.

W latach 2007–2017 redaktor „Prosto z Pokładu”. Wyróżniony Złotą Lotką, zasadzeniem dębu w Alei Chwały Lotnictwa Polskiego, Błękitnymi skrzydłami 2012 – najwyższym honorowym wyróżnieniem Krajowej Rady Lotnictwa i red. „Skrzydlatej Polski”, w 2006 wyróżniony nagrodą Przyjaznego Brzegu przyznawaną przez Zarząd Główny PTTK i Polski Związek Żeglarski, 2013 uhonorowany został Złotą Odznaką Zasłużonego dla Województwa Dolnośląskiego, w roku 2017 Złotą Odznaką za Opiekę nad Zabytkami, w roku 2018 Odznaką Zasłużony Dla Kultury Polskiej.
W 1965 odbył szkolenie lotnicze w Aeroklubie Jeleniogórskim, uzyskał licencję pilota szybowcowego II klasy oraz zdobył Srebrną Odznakę Szybowcową. W latach 1972–1974 był szefem Sekcji Modelarstwa Lotniczego Aeroklubu Wrocławskiego.
Jako tajny współpracownik Służby Bezpieczeństwa ps. „Aleksander Hołyński” rozpracowywał środowiska opozycyjne we Wrocławiu.
19 maja 2025 został pochowany na Cmentarzu Grabiszyńskim we Wrocławiu.